# Eufori
Eufori er en stærk følelse af velvære, lykke og opstemthed. Mange vil kunne genkende denne følelse i forbindelse med en forelskelse.
Kan endvidere opnås igennem forskellige former for euforiserende stoffer.
Udtrykket kommer fra det græske euphoria. Præfikset eu- betyder, at det er godt eller rigtigt, mens '-phoros' er en afledning af 'pherein', som betyder 'at bære' i betydningen 'at befinde sig'. Dermed kan euphoria oversættes til 'at befinde sig i en tilstand af godhed, smukhed, oprigtighed', velvære.